# Тулово
Ту́лово (болг. Тулово) — село в Старозагорській області Болгарії. Входить до складу общини Миглиж.

## Населення
За даними перепису населення 2011 року у селі проживали 1320 осіб.
Національний склад населення села:
| Національність   | Кількість осіб | Відсоток |
| ---------------- | -------------- | -------- |
| болгари          | 642            | 55,3%    |
| цигани           | 513            | 44,2%    |
| турки            | 3              | 0,3%     |
| інша             | 0              | 0%       |
| не визначились   | 3              | 0,3%     |
| Всього відповіли | 1161           |          |

Розподіл населення за віком у 2011 році:
Динаміка населення: